# سوس (مارتونی)
سوس (به ارمنی: Սոս) یک منطقهٔ مسکونی در جمهوری آرتساخ است که در استان مارتونی واقع شده‌است. سوس ۱٬۰۱۶ نفر جمعیت دارد.